# 圆果花楸
圆果花楸（学名：Sorbus globosa）是蔷薇科花楸属的植物，是中国的特有植物。分布于中国大陆的广西、贵州、云南等地，生长于海拔1,000米至2,100米的地区，一般生长在丛林中，目前尚未由人工引种栽培。